# Jason Sudeikis
Daniel Jason Sudeikis (em inglês: Daniel Jason Sudeikis; romaniz.: /sᵿˈdeɪkɪs/; suu-DAY-kiss; nascido em Fairfax, Virgínia, Estados Unidos, em 18 de setembro de 1975) mais conhecido apenas como Jason Sudeikis (em inglês: Jason Sudeikis) é um ator, dublador, roteirista e comediante norte-americano. Começou sua carreira na comédia de improvisação, se apresentando com o ComedySportz, Improv Olympic (iO) Chicago e The Second City. Em 2003, foi contratado como escritor de esboço para o Saturday Night Live e depois se tornou um membro do elenco por 9 temporadas (2005–2013), interpretando papéis como o de Joe Biden, de Mitt Romney, entre outros.
Participou em séries na televisão como 30 Rock, The Cleveland Show, Eastbound & Down e The Mandalorian. Também é conhecido por seus papéis nos filmes Hall Pass, Horrible Bosses, Epic e We're the Millers. Em 2020, Sudeikis co-criou para a Apple TV+ a série Ted Lasso, baseada em um personagem que interpretou nos comerciais da cobertura da Premier League pela NBC, ganhando diversos prêmios.

## Vida pesssoal
Sudeikis foi noivo da atriz Olivia Wilde, com quem teve dois filhos, uma menina chamada Daisy e um menino chamado Otis. O casal anunciou a separação em 2020, após nove anos de relacionamento.

## Personal life

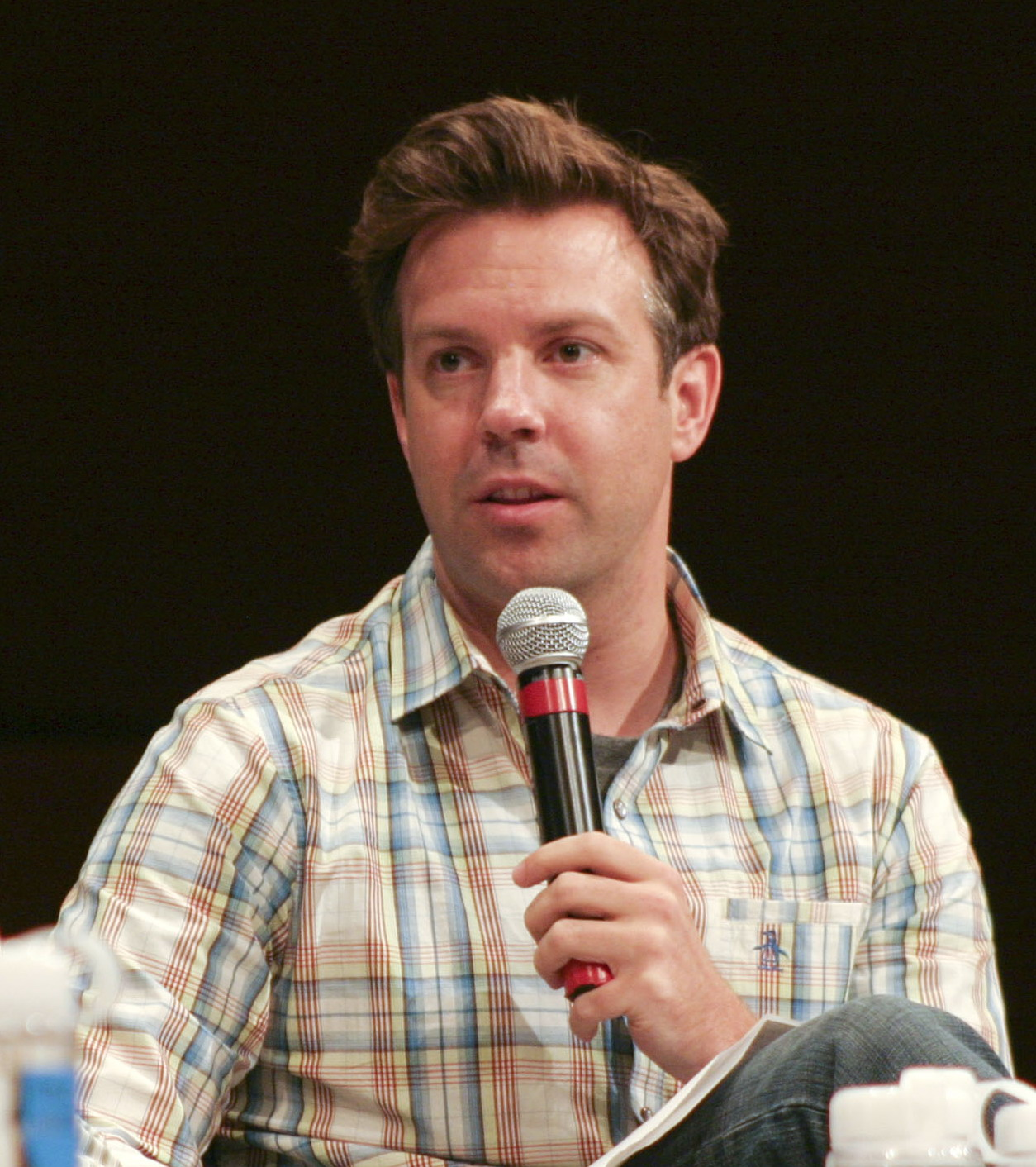
Sudeikis no Festival de Televisão de Nova York, em outubro de 2009

Em junho de 2004, Sudeikis casou com a roteirista norte-americana Kay Cannon depois de cinco anos de namoro. Os dois estavam no elenco do The Second City Las Vegas juntos. Eles se separaram em 2008 e se divorciaram em fevereiro de 2010.
Sudeikis namorou a atriz January Jones em 2010 e em 2011 a People noticiou o fim do relacionamento. Ele também esteve em um relacionamento com a atriz e diretora Olivia Wilde de 2011 à 2020, noivaram em janeiro de 2013, mas acabaram nunca se casando. Eles tem um filho, nascido em abril de 2014. e uma filha, nascida em outubro de 2016. Depois que eles se separaram, Wilde foi intimada publicamente com os documentos sobre a custódia das crianças enquanto estava no palco, apresentando o filme Don't Worry Darling,at CinemaCon de 2022. Depois disso, Sudeikis e Wilde foram processados pela sua antiga babá por rescisão injusta.

## Filmografia[32][33]

### Filmes
| Ano  | Título                     | Papel            | Notas        |
| ---- | -------------------------- | ---------------- | ------------ |
| 2007 | The Ten                    | Tony Contiella   |              |
| 2007 | Watching the Detectives    | Jonathan         |              |
| 2007 | Meet Bill                  | Jim Whittman     |              |
| 2008 | The Rocker                 | David Marshall   |              |
| 2008 | Semi-Pro                   | Nacho Fan        | Participação |
| 2008 | What Happens in Vegas      | Mason            |              |
| 2010 | The Bounty Hunter          | Stewart          |              |
| 2010 | Going the Distance         | Box Saunders     |              |
| 2011 | Hall Pass                  | Fred Searing     |              |
| 2011 | A Good Old Fashioned Orgy  | Eric Keppler     |              |
| 2011 | Horrible Bosses            | Kurt Buckman     |              |
| 2012 | The Campaign               | Mitch Wilson     |              |
| 2013 | Movie 43                   | Fake Batman      |              |
| 2013 | Drinking Buddies           | Gene Dentler     |              |
| 2013 | Epic                       | Bomba (voz)      |              |
| 2013 | We're the Millers          | David Clark      |              |
| 2014 | Horrible Bosses 2          | Kurt Buckman     |              |
| 2015 | Sleeping with Other People | Jake             |              |
| 2015 | Tumbledown                 | Andrew McCabe    |              |
| 2016 | Race                       | Larry Snyder     |              |
| 2016 | Mother's Day               | Bradley          |              |
| 2016 | The Angry Birds Movie      | Red (voz)        |              |
| 2016 | Masterminds                | Mike McKinney    |              |
| 2016 | The Book of Love           | Henry            |              |
| 2016 | Colossal                   | Oscar            |              |
| 2017 | Permission                 | Glenn            |              |
| 2017 | Downsizing                 | Dave Johnson     |              |
| 2017 | Kodachrome                 | Matt Ryder       |              |
| 2019 | The Angry Birds Movie 2    | Red (voz)        |              |
| ASA  | Next Gen                   | Pin / Ares (voz) | Filmando     |
| ASA  | Driven                     | Jim Hoffman      |              |

### Televisão
| Ano           | Título                                      | Papel                              | Notas                                                |
| ------------- | ------------------------------------------- | ---------------------------------- | ---------------------------------------------------- |
| 2003–2013     | Saturday Night Live                         | Vários                             | Papel regular; 174 episódios, também escritor        |
| 2007          | Wainy Days                                  | Handsome David                     | Episódio: "Plugged"                                  |
| 2007–2010     | 30 Rock                                     | Floyd DeBarber                     | Papel recorrente; 12 episódios                       |
| 2008          | Childrens Hospital                          | Dr. Robert "Bobby" Fiscus          | Participação; 2 episódios                            |
| 2008–2012     | Saturday Night Live Weekend Update Thursday | Vários                             | Papel recorrente; 6 episódios                        |
| 2009–2013     | The Cleveland Show                          | Holt Richter, Terry Kimple (vozes) | Papel principal; 88 episódios                        |
| 2010–2011     | It's Always Sunny in Philadelphia           | Peter "Schmitty" Schmidt           | Participação; 2 episódios                            |
| 2011–2014     | Portlandia                                  | Aliki / Kim                        | Participação; 2 episódios                            |
| 2011          | 2011 MTV Movie Awards                       | Ele mesmo (anfitrião)              | Especial de televisão                                |
| 2012–2013     | Eastbound & Down                            | Shane Gerald / Cole Gerald         | Papel recorrente; 6 episódios                        |
| 2013          | Robot Chicken                               | Badtz-Maru / Farmer Smurf (vozes)  | episódio: "Papercut to Aorta"                        |
| 2014          | Garfunkel and Oates                         | —                                  | episódio: "Third Member"; co-escritor                |
| 2015–         | The Last Man on Earth                       | Mike Miller                        | Papel recorrente; 13 episódios                       |
| 2016          | Great Minds with Dan Harmon                 | Thomas Edison                      | episódio: "Thomas Edison"                            |
| 2016–2017     | Son of Zorn                                 | Zorn (voz)                         | Papel principal; 13 episódios                        |
| 2017–presente | Detroiters                                  | Carter Grant                       | Participação; 2 episódios, também produtor executivo |
| 2019          | The Mandalorian                             | Biker Scout Trooper #1             | episódio: ''Chapter 8: Redemption''                  |
| 2020-2023     | Ted Lasso                                   | Ted Lasso                          | Papel principal                                      |
| 2021          | Hit-Monkey                                  | Bryce Fowler (né McHenry) (voz)    | Papel principal                                      |

### Teatro
| Ano  | Título              | Papel        | Locais                |
| ---- | ------------------- | ------------ | --------------------- |
| 2016 | Dead Poet's Society | John Keating | Classic Stage Company |

### Jogos eletrônicos
| Ano  | Título              | Papel           |
| ---- | ------------------- | --------------- |
| 2008 | Grand Theft Auto IV | Richard Bastion |

### Clipe musical
| Ano  | Título              | Artista          | Notas  |
| ---- | ------------------- | ---------------- | ------ |
| 2013 | "Hopeless Wanderer" | Mumford and Sons | [ 34 ] |